# بيت ليستر
بيت ليستر (بالإنجليزية: Pete Lister)‏ هو لاعب كرة قاعدة أمريكي، ولد في 21 يوليو 1881 في سافانا في الولايات المتحدة، وتوفي في 27 مارس 1947 في سانت بيترسبرغ في الولايات المتحدة.

## وصلات خارجية
- بيت ليستر على موقعبيزبول رفرنس.كوم (الدوري الرئيسي) (الإنجليزية)
- بيت ليستر على موقعبيزبول رفرنس.كوم (الدوري الثانوي) (الإنجليزية)